# 福田転球
福田 転球（ふくだ てんきゅう、1968年9月10日 - ）は俳優、演出家。大阪府交野市出身。血液型はAB型。
大阪芸術大学舞台芸術学科ミュージカルコース専攻。吉本興業所属。2000年、咲くやこの花賞受賞。13年間主宰してきた『転球劇場』を2006年7月で解散するが、2008年中之島演劇祭にて、再結成公演を行なった。
2012年マサ子の間男を結成。
2017年には、福田転球・大堀こういち・長塚圭史・山内圭哉で「新ロイヤル大衆舎」を結成。

## 出演

### 舞台
- ミュージカル ボーイズタイム（1999年、演出：宮本亜門）
- ツグノフの森（2007年、プロデュース：G2）
- つゆ男（2007年、福田転球×平田敦子÷千葉雅子）
- パンク侍、斬られて候（2009年、本多劇場／サンケイホールブリーゼ／北九州芸術劇場）
- パパ -泥棒と少女は、親子になった？-（2009年8月、京橋花月）
- メタルバター（2009年、転球劇場）
- 静かじゃない大地（2009年、プロデュース：G2）
- 四畳半ブルース（2010年、キューブ）
- ハーパーリーガン（2010年、PARCO）
- 荒野に立つ（2011年、阿佐ヶ谷スパイダース公演）
- 十一ぴきのネコ（2012年、こまつ座&ホリプロ）
- TEXAS（2012年、PARCO）
- 神様の観覧車（2012年、Hysteric・Band）
- 遠い夏のゴッホ（2013年2月3日 - 24日、赤坂ACTシアター／3月7日 - 10日、大阪・新歌舞伎座） - スタスキー 役
- あかいくらやみ〜天狗党現譚〜（2013年、シアターコクーン）
- 無休電車（2013年、青山円形劇場）
- マクベス（2013年、シアターコクーン）
- 時代に流されろ（2015年、本多劇場）
- イントレランスの祭（2016年、スペース・ゼロ／シアターBRAVA!／よみうり大手町ホール）
- 劇団☆新感線「髑髏城の七人」 Season鳥（2017年、IHIステージアラウンド東京） - 兵庫 役
- 半神（2018年、天王洲 銀河劇場／松下IMPホール） - 父 役
- ナゾドキシアター『アシタを忘れないで』（2021年7月12日 - 8月8日、東京グローブ座 / 8月11日 - 15日、梅田芸術劇場） -
- ミュージカル「夜の女たち」（2022年9月13日 - 10月16日、KAAT神奈川芸術劇場ほか） - 大和田健作 役[1]
- 2Cheat6（2023年11月30日 - 12月3日、ABCホール / 12月7日 - 10日、ニュー・サンナイ）[2]
- 欲望という名の電車（2024年2月10日 - 18日、新国立劇場 中劇場 / 2月22日 - 25日、森ノ宮ピロティホール）[3]
- ブロードウェイミュージカル「WHERE'S CHARLEY? チャーリーはどこだ!」（2024年4月22日 - 29日、日本青年館ホール / 5月18日・19日、森ノ宮ピロティホール） - スペッティギュー 役[4]
- カルメン故郷に帰る（2024年8月17日 - 9月21日、新橋演舞場ほか） - 丸野十造 役[5][6]
- 花と龍（2025年2月8日 - 22日、KAAT神奈川芸術劇場） - 主演・玉井金五郎 役[7]
- パルコ・プロデュース 2025「エドモン〜『シラノ・ド・ベルジュラック』を書いた男〜」（2025年4月7日 - 30日、PARCO劇場 / 5月9日・10日、東大阪市文化創造館 Dream House 大ホール / 5月17日・18日、福岡市民ホール 大ホール / 5月24日、豊田市民文化会館 大ホール）[8]
- いきなり本読み！in BOOTCAMP！（2025年7月2日 - 5日〈予定〉、梅田芸術劇場）[9]
- Bunkamura Production 2025「アリババ」「愛の乞食」（2025年8月 - 9月、世田谷パブリックシアター / 9月、J:COM北九州芸術劇場 / 10月、森ノ宮ピロティホール / 10月、東海市芸術劇場）[10]

他多数

### テレビドラマ
- 桂ちづる診察日録（2010年9月 - 12月、NHK） - 猫八親分（岡っ引き）役
- 刑事・鳴沢了〜史上最悪の24時間〜（2010年、フジテレビ） - 榎本 役
- その街の今は（2010年11月21日、関西テレビ）
- 示談交渉人 ゴタ消し 第6話（2011年2月10日、読売テレビ） - 堀田隆夫 役
- カレ、夫、男友達 第1話 - 第2話（2011年11月1日・8日、NHK） - 木下 役
- ヒトリシズカ 第3話 - 第4話（2012年11月4日・11日、WOWOW） - 柿本達矢 役
- 福家警部補の挨拶 第5話（2014年2月11日、フジテレビ） - 浜本雅志 役
- 慰謝料弁護士〜あなたの涙、お金に変えましょう〜 第6話（2014年2月14日、読売テレビ） - 辻村 役
- Nのために（2014年10月 - 12月、TBS） - 広田公之 役
- 五つ星ツーリスト〜最高の旅、ご案内します!!〜 第8話（2015年2月26日、読売テレビ） - 南原 役
- 下町ロケット（2015年10月 - 12月※ガウディ編からの出演、TBS） - 月島尚人 役
- 叡古教授の事件簿（2016年5月21日、テレビ朝日） - 刑警 役
- グッドパートナー 無敵の弁護士 第7話（2016年6月2日、テレビ朝日） - 土井垣茂 役
- 増山超能力師事務所（2017年、読売テレビ） - 金田信夫 役
- リピート〜運命を変える10か月〜（2018年、読売テレビ） - 高橋和彦 役
- オー・マイ・ジャンプ! 〜少年ジャンプが地球を救う〜（2018年1月 - 3月、テレビ東京） - 蔵原部長 役
- 家康、江戸を建てる（2019年） - 宋恩 役
- マンゴーの樹の下で〜ルソン島、戦火の約束〜（2019年8月8日、NHK総合）
- 連続テレビ小説 スカーレット（2019年、NHK総合） - 工藤 役
- 節約ロック（2019年、日本テレビ）社長役
- シロでもクロでもない世界で、パンダは笑う。（2020年1月12日 - 3月15日、読売テレビ・日本テレビ） - 飯田兼一 役
- 微笑む人（2020年3月1日、テレビ朝日） - 佐藤邦男 役
- MIU404 第4話（2020年7月17日、TBS） - 冴羽克己 役
- 竜の道 二つの顔の復讐者 第1話・第3話・第4話（2020年7月28日・8月11日・18日、関西テレビ・フジテレビ） - 田沼記者 役
- 妖怪シェアハウス 第6話 - 最終話（2020年9月5日 - 19日、テレビ朝日） ‐ 水岡衛 / 天狗大王（声）役
- #コールドゲーム（2021年6月6日 - 7月24日、東海テレビ・フジテレビ） - 山田正三 役[11]
- 剣樹抄〜光圀公と俺〜（2021年11月5日 - 2021年12月24日、NHK BSプレミアム） - 罔両子 役
- 和田家の男たち 第7話（2021年12月3日、テレビ朝日）- 柴崎保 役
- Get Ready! 第8話 - 最終話（2023年2月26日 - 3月12日、TBS） - 捜査一課長 役
- だが、情熱はある 第3話（2023年4月23日、日本テレビ） - NSCの講師 役
- ハヤブサ消防団 （2023年7月13日 - 9月14日、テレビ朝日） - 賀来武彦 役
- 家政夫のミタゾノ 第6シリーズ 第6話（2023年11月14日、テレビ朝日） - 石黒潤三 役[12][13]
- パンドラの果実〜科学犯罪捜査ファイル〜 最新章SP （2024年6月16日〈予定〉、日本テレビ）[14]

### テレビ
- パンチ・デ・ニーロ（毎日放送）
- オールザッツ漫才（2009年、毎日放送）オールザッツ殺人事件の刑事 役

### 映画
- 板尾創路の脱獄王（2010年1月、角川映画）
- 信さん（2010年） - 高島雅彦 役
- 必死剣 鳥刺し（2010年7月、東映） - 牧藤兵衛 役
- サビ男サビ女（2011年1月、ニューシネマワークショップ） - 葛西秀樹 役
- 太平洋の奇跡 -フォックスと呼ばれた男-（2011年2月、東宝） - 左官 役

### 吹き替え
- ソウルフル・ワールド（2020年12月25日、Disney+） - ムーンウィンド 役[15]

#### 演出
- 母さんがどんなに僕を嫌いでも（2018年11月、REGENTS）

### ラジオ
- 月極ラジオ（毎日放送ラジオ）

### 配信ドラマ
- 恋の妄想♡消防団（2023年8月3日 - 、TELASA）  - 賀来武彦 役[16]
- パンドラの果実〜科学犯罪捜査ファイル〜 Season3 第4話（2024年7月7日、Hulu） - 飯沼信行 役[14]

## 脚本・演出・監督作品

### 舞台
- 彼女の履歴書（2015年6月16日 - 20日、神保町花月：脚本 / 演出）
- 歌喜劇/市場三郎〜温泉宿の恋（2016年4月22日 - 5月8日、東京グローブ座 / 5月13日 - 15日、シアター・ドラマシティ）：脚本
- 歌喜劇/市場三郎〜グアムの恋（2018年11月7日 - 12月2日、東京グローブ座 / 12月7日 - 10日、シアター・ドラマシティ）：脚本